# Low Exercise Price Option
Eine Low Exercise Price Option (LEPO) ist eine Kaufoption, deren Ausübungspreis (englisch exercise price) sehr niedrig oder annähernd Null ist.

## Eigenschaften
Solche Optionen notieren weit im Geld. Der sogenannte Innere Wert der Option entspricht annähernd dem Wert des Basiswertes. Das Delta der Option beträgt deshalb 1.
Kurs und Kursentwicklung von LEPO und Basiswert sind sehr ähnlich. Ein LEPO kann daher in einem Anlageportfolio anstelle des Basiswertes eingesetzt werden.
Ein großer Unterschied zum Handel mit den Basiswerten ist die Möglichkeit, eine Stillhalter-Position („Short-Position“) einzunehmen. Dieser Aspekt ist besonders für die Marktteilnehmer wichtig, die über keinen Zugang zur Wertpapierleihe verfügen.

## Steuerliche Behandlung
Steuerlich handelt es sich bei Einkünften aus LEPOs nach deutschem Steuerrecht nicht um Einkünfte aus Kapitalvermögen (§ 20 EStG), sondern um Termingeschäfte gemäß § 23 (1), 4 EStG.
Im Rahmen der EU-Zinsbesteuerung ist ein LEPO melde- (bzw. quellensteuer-)pflichtig, sofern der Basiswert eine einzelne Anleihe ist.